# بيل هدسون
بيل هدسون (بالإنجليزية: Bill Hudson)‏ (و. 1949 – م) هو ملحن، ومغني، وممثل، وموسيقي، ومغن مؤلف، وممثل تلفزيوني، من الولايات المتحدة الأمريكية، ولد في بورتلاند، أوريغون.

## وصلات خارجية
- بيل هدسون على موقع IMDb (الإنجليزية)
- بيل هدسون على موقع ألو سيني (الفرنسية)
- بيل هدسون على موقع ميوزك برينز (الإنجليزية)
- بيل هدسون على موقع أول موفي (الإنجليزية)
- بيل هدسون على موقع ديسكوغز (الإنجليزية)
- بيل هدسون على موقع كينوبويسك (الروسية)